# بي. ترافين
بي. ترافين (بالألمانية: В. Traven) (برونو ترافين في بعض الأخبار) من المفترض أنه الاسم القلمي للروائي الألماني، الذي يخضع كلٍ من اسمه الحقيقي وجنسيته وتاريخ ومكان ميلاده وتفاصيل سيرته الذاتية للخلاف. واحدة من الحقائق القليلة حول حياة ترافين هي أنه عاش لسنوات في المكسيك، حيث وقعت أحداث غالبية رواياته أيضًا - بما في ذلك رواية كنز السييرا مادري (1927). حصل الفيلم الذي يحمل نفس الاسم على ثلاث جوائز أوسكار في عام 1948.
عمليًا، كل تفاصيل حياة ترافين محل خلاف ونقاش ساخن. كانت هناك العديد من الفرضيات حول الهوية الحقيقية لبي. ترافين، بعضها رائع للغاية. يتفق معظمهم على أن ترافين هو ريت ماريوت، ممثل مسرحي ألماني ولاسلطوي، والذي من المفترض أنه غادر أوروبا إلى المكسيك حوالي عام 1924، وحرر صحيفة لاسلطوية في ألمانيا تُسمى «حارق الطوب» والتي ربما أدارها بنفسه تحت نفس الاسم المستعار.
يناقش بعض الباحثين أيضًا بأن الاسم الحقيقي لماريوت/ ترافين هو أوتو فيغي وأنه وُلد في شفيهبوجي في براندنبورغ ببولندا. ارتبط بي. ترافين في المكسيك أيضًا بأسماء بيريك ترافين تورسفان وهال كروفز، وظهر كلاهما وعمل في فترات مختلفة من حياة الكاتب. ومع ذلك، نفى كلاهما كونهما ترافين وادعيا أنهما وكلاء أدبيين فقط، ويمثلونه في الاتصالات مع ناشريه.
بي. ترافين هو مؤلف اثني عشر رواية، وكتاب واحد به ريبورتاج والعديد من القصص القصيرة، حيث يضم الموضوعات المثيرة وقصص المغامرة مع الموقف النقدي تجاه الرأسمالية. تضم أعمال بي. ترافين المشهورة روايات سفينة الموت الصادرة في عام 1926 وكنز السييرا مادري الصادرة في عام 1927 (حولها جون هيوستن فيلمًا في عام 1948)، وما تُسمى بـ «روايات الغابة»، والمعروفة أيضًا باسم كاوبا كاسليس (من الكلمة الإسبانية كاوبا، التي تعني الماهوجني). روايات الغابة هي مجموعة من ست روايات (بما في ذلك كاريتا والحكومة)، نُشرت في السنوات 1930-1939 وحدثت بين الهنود المكسيكيين قبل وأثناء الثورة المكسيكية في أوائل القرن العشرين. أصبحت روايات بي. ترافين وقصصه القصيرة شائعة جدًا في فترة ما بين الحربين العالميتين واحتفظت بهذه الشعبية بعد الحرب العالمية الثانية؛ تُرجمت أيضًا إلى العديد من اللغات. نُشرت معظم كتب بي. ترافين باللغة الألمانية أولًا وظهرت طبعاتها الإنجليزية لاحقًا؛ مع ذلك، ادعى المؤلف دائمًا أن النسخ الإنجليزية هي النسخ الأصلية وأن النسخ الألمانية ترجماتها فقط. لم يؤخذ هذا الادعاء على محمل الجد.[بحاجة لمصدر]

## الأعمال

### الروايات
ظهر الكاتب بالاسم المستعار بي. ترافين في الساحة الأدبية الألمانية في عام 1925، عندما نشرت صحيفة برلين اليومية فوروارتس، وهي جريدة تابعة للحزب الديمقراطي الاجتماعي الألماني، أول قصة قصيرة موقعة بهذا الاسم المستعار في 28 فبراير. وسرعان ما نشرت أول رواية لترافين، (قاطفو القطن)، والتي ظهرت في حلقات في شهري يونيو ويوليو من نفس العام. نشرت دار نشر بيوكميستر طبعة الكتاب المكونة من أجزاء في عام 1926 التي يقع مقرها في برلين، والتي كان يملكها نادي مبيعات الكتب التابع للنقابة واليسار بيوكيرغيلد غيوتيبرغ. كان عنوان الطبعة الأولى من الكتاب قاطفو القطن، وهو اسم شائع لأعضاء النقابة العمالية للمهنيين الصناعيين في العالم؛ في الطبعات اللاحقة اُستعيد العنوان الأصلي قاطفو القطن. في الكتاب، قدم ترافين لأول مرة شخصية غيرالد غالس (في أعمال ترافين الأخرى اسمه غيل أو غيرارد غالس)، وهو بحار أمريكي يبحث عن وظيفة في مهن مختلفة في المكسيك، غالبًا ما يرافق شخصيات مشبوهة ويشهد الاستغلال الرأسمالي، مع ذلك لم يفقد إرادته في القتال والسعي لانتزاع الفرح من الحياة.
في نفس العام (1926)، نشر نادي الكتاب بيوكيرغيلد غيوتيبرغ، الذي كان دار نشر ترافين حتى عام 1939، روايته الثانية (سفينة الموت). الشخصية الرئيسية للرواية هي جيرارد جاليس مرة أخرى، وهو بحار، فقد وثائقه، وفقد هويته، والحق في الحياة الطبيعية والوطن، وبالتالي اضطر إلى العمل كمساعد وقاد في ظروف بالغة الصعوبة على متن «سفينة الموت» (أي سفينة النعش) والتي تبحر في رحلات مشبوهة حول السواحل الأوروبية والأفريقية. الرواية هي تهمة موجهة عن جشع أصحاب العمل الرأسماليين وبيروقراطية المسؤولين الذين يرحلون غيل من البلدان التي يلجأ إليها. في ضوء النتائج التي توصلت إليها سير ترافين، يمكن اعتبار سفينة الموت رواية بها عناصر السير الذاتية. بافتراض أن بي. ترافين مماثل للثوري ريت ماروت، هناك توازٍ واضح بين مصير غيل وحياة الكاتب نفسه، إذ حُرم من وطنه، الذي ربما أُجبر على العمل في غرفة مرجل في سفينة بخارية على متن رحلة من أوروبا إلى المكسيك.
كانت رواية ترافين الأكثر شهرة، بعيدًا عن رواية سفينة الموت، رواية كنز السييرا مادري، التي نُشرت أولًا باللغة الألمانية في عام 1927 باسم كنز السييرا مادري. وقعت أحداث الكتاب في المكسيك مرة أخرى، وشخصياته الرئيسية هي مجموعة من المغامرين الأمريكيين والباحثين عن الذهب. في عام 1948 صُنع الكتاب فيلمًا تحت نفس العنوان (كنز السييرا مادري) من قبل مخرج هوليوود جون هيوستن. حقق الفيلم نجاحًا تجاريًا كبيرًا، وهو من بطولة همفري بوجارت ووالتر هيوستن، وفي عام 1949 فاز بثلاث جوائز أوسكار.
عادت شخصية غيرالد غالس في كتاب ترافين التالي، الجسر في الغابة، والذي أُذيع في حلقات في صحيفة فوروارتس في عام 1927 ونُشرت في شكل كتاب من أجزاء في عام 1929. في الرواية، تعامل ترافين لأول مرة بالتفصيل مع مسألة الهنود الذين يعيشون في أمريكا والاختلافات بين الثقافات المسيحية والهندية في أمريكا اللاتينية؛ سيطرت هذه المشاكل على رواياته الأخيرة عن الغابة.
في عام 1929، نُشر كتاب بي. ترافين الأكثر شمولًا الوردة البيضاء؛ وهي قصة ملحمية (يُفترض أنها مبينة على الواقع) عن أرض مسروقة من ملاكها الهنود لصالح شركة نفط أمريكية.

## لغز سيرة بي. ترافين
قدم بي. ترافين أعماله بنفسه أو من خلال ممثليه للنشر من المكسيك إلى أوروبا عن طريق البريد وخصص صندوق بريد مكسيكي كعنوان المرسل. سُمي صاحب حقوق الطبع والنشر في كتبه «بي. ترافين، ولاية تاماوليباس بالمكسيك». لم يقابله ناشرو الكاتب الأوروبيون أو الأمريكيون شخصيًا على الإطلاق، أو على الأقل، الأشخاص الذين تفاوضوا معهم على النشر، وفي وقت لاحق حافظوا أيضًا على تصوير كتبه على أنهم مجرد وكلاء أدبيين لترافين؛ يجب الحفاظ على هوية الكاتب نفسه لتبقى سرية. فُسرت هذه الممانعة في تقديم أي معلومات متعلقة بسيرة بي. ترافين في كلمات أصبحت واحدة من أشهر اقتباساته:
يجب ألا يكون لدى الشخص المبدع سيرة أخرى غير أعماله.

## روابط خارجية
- بي. ترافين على موقع IMDb (الإنجليزية)
- بي. ترافين على موقع الموسوعة البريطانية (الإنجليزية)
- بي. ترافين على موقع مونزينجر (الألمانية)
- بي. ترافين على موقع ألو سيني (الفرنسية)
- بي. ترافين على موقع ميوزك برينز (الإنجليزية)
- بي. ترافين على موقع أول موفي (الإنجليزية)
- بي. ترافين على موقع إن إن دي بي (الإنجليزية)
- بي. ترافين على موقع ديسكوغز (الإنجليزية)
- بي. ترافين على موقع قاعدة بيانات الفيلم (الإنجليزية)